# العلاقات الإكوادورية الهايتية
العلاقات الإكوادورية الهايتية هي العلاقات الثنائية التي تجمع بين الإكوادور وهايتي.

## مقارنة بين البلدين
هذه مقارنة عامة ومرجعية للدولتين:
| وجه المقارنة                                              | الإكوادور                      | هايتي                                |
| --------------------------------------------------------- | ------------------------------ | ------------------------------------ |
| المساحة (كم2)                                             | 283.56 ألف                     | 27.75 ألف                            |
| عدد السكان (نسمة)                                         | 16.62 مليون                    | 10.98 مليون                          |
| الكثافة السكانية (ن./كم²)                                 | 58.61                          | 395.68                               |
| العاصمة                                                   | كيتو                           | بورت أو برانس                        |
| اللغة الرسمية                                             | اللغة الإسبانية، كيشوا ‏، شوار ‏ | لغة فرنسية، اللغة الكريولية الهايتية |
| العملة                                                    | دولار أمريكي، سوكري إكوادوري   | جوردة هايتية                         |
| الناتج المحلي الإجمالي (بليون دولار)                      | 103.06 مليار                   | 8.41 مليار                           |
| الناتج المحلي الإجمالي (تعادل القوة الشرائية) بليون دولار | 185.24 مليار                   | 18.82 مليار                          |
| الناتج المحلي الإجمالي الاسمي للفرد دولار أمريكي          | 6.21 ألف                       | 818                                  |
| الناتج المحلي الإجمالي للفرد دولار أمريكي                 | 11.37 ألف                      | 1.73 ألف                             |
| مؤشر التنمية البشرية                                      | 0.746                          | 0.483                                |
| رمز المكالمات الدولي                                      | +593                           | +509                                 |
| رمز الإنترنت                                              | .ec                            | .ht                                  |
| المنطقة الزمنية                                           | 00                             | 00                                   |

## منظمات دولية مشتركة
يشترك البلدان في عضوية مجموعة من المنظمات الدولية، منها:
| علم المنظمة | اسم المنظمة                                                          | تاريخ انضمام الإكوادور | تاريخ انضمام هايتي |
| ----------- | -------------------------------------------------------------------- | ---------------------- | ------------------ |
|             | مؤسسة التنمية الدولية                                                | 7 نوفمبر 1961          | 13 يونيو 1961      |
|             | يونسكو                                                               | 22 يناير 1947          | 18 نوفمبر 1946     |
|             | وكالة ضمان الاستثمار متعدد الأطراف                                   | 12 أبريل 1988          | 11 ديسمبر 1996     |
|             | الأمم المتحدة                                                        | 21 ديسمبر 1945         | 24 أكتوبر 1945     |
|             | وكالة حظر الأسلحة النووية في أمريكا اللاتينية ومنطقة البحر الكاريبي ‏ | ?                      | ?                  |
|             | الاتحاد البريدي العالمي                                              | ?                      | ?                  |
|             | البنك الدولي للإنشاء والتعمير                                        | 28 ديسمبر 1945         | 8 سبتمبر 1953      |
|             | الاتحاد الدولي للاتصالات                                             | 17 أبريل 1920          | 10 أكتوبر 1927     |
|             | منظمة حظر الأسلحة الكيميائية                                         | ?                      | ?                  |
|             | مؤسسة التمويل الدولية                                                | 20 يوليو 1956          | 20 يوليو 1956      |
|             | منظمة التجارة العالمية                                               | ?                      | ?                  |
|             | منظمة الشرطة الجنائية الدولية                                        | ?                      | ?                  |

## وصلات خارجية
- موقع وزارة الخارجية الإكوادورية
- موقع وزارة الخارجية الهايتية